# Melaleuca macronychia
Melaleuca macronychia är en myrtenväxtart som beskrevs av Porphir Kiril Nicolai Stepanowitsch Turczaninow. Melaleuca macronychia ingår i släktet Melaleuca och familjen myrtenväxter.

## Underarter
Arten delas in i följande underarter:
- M. m. macronychia
- M. m. trygonoides